# Jürgen Hodemacher
Jürgen Hodemacher (* 21. Oktober 1938 in Braunschweig) ist ein deutscher Journalist, Lektor, Publizist, Autor und Lokalhistoriker.

## Leben
Hodemacher entstammt einer alteingesessenen Braunschweiger Familie. Er arbeitete u. a. als Lektor in einem Verlag.
Sein besonderes Interesse gilt der Geschichte der Stadt Braunschweig sowie der der Region Braunschweig. Dazu hat er in den vergangenen Jahrzehnten mehr als 20 Werke verfasst, darunter auch einige erzählerische in Niederdeutscher Sprache.

## Werke (Auswahl)
als Autor
Sachbücher:
- Spaziergang durch eine alte Stadt. Isenbüttel, Presseverlag 1980.
- Der Landkreis Helmstedt, seine Städte und Dörfer. Elm-Verlag, Cremlingen 1990, ISBN 3-927060-04-6.
- Von der Quelle bis zur Mündung: Die Oker. Elm-Verlag, Cremlingen 1992, ISBN 3-927060-07-0.
- Braunschweigs Straßen – ihre Namen und ihre Geschichten. Band 1: Innenstadt. Elm-Verlag, Cremlingen 1995, ISBN 3-927060-11-9.
- 700 Jahre Fastnacht/Karneval im Braunschweiger Land. Braunschweig 1996.
- Braunschweigs Straßen – ihre Namen und ihre Geschichten. Band 2: Okergraben und Stadtring. Elm-Verlag, Cremlingen 1996, ISBN 3-927060-12-7.
- Braunschweigs Straßen – ihre Namen und ihre Geschichten. Band 3: Außerhalb des Stadtrings. Joh. Heinr. Meyer Verlag, Braunschweig 2002, ISBN 3-926701-48-X.
- Der Landkreis Wolfenbüttel, seine Städte und Dörfer. mit Federzeichnungen von Wilhelm Krieg. Elm Verlag, Cremlingen 1986, ISBN 3-9800219-4-7.
- Braunschweiger Geschichten. Band 1, Joh. Heinr. Meyer Verlag, Braunschweig 2003, ISBN 3-926701-56-0.
- Braunschweiger Geschichten. Band 2, Joh. Heinr. Meyer Verlag, Braunschweig 2007, ISBN 978-3-926701-72-5.

Erzählungen in Niederdeutsch:
- Vertellingen – Humoristisches rund um Braunschweig. Elm-Verlag, Cremlingen 1982, ISBN 3-9800219-2-0.

als Herausgeber
- Schoduvel. Fastnacht.Karneval im Braunschweiger Land. Appelhans Verlag, Braunschweig 2013, ISBN 978-3-944939-00-1.

in Zusammenarbeit mit anderen Autoren
- mit Günther Bendt: Ik vertell dik wat (= Plattdeutsche Geschichten aus unserem Lande. Bd. 1.) Elm-Verlag, Cremlingen 1986, ISBN 3-9800219-5-5.
- mit Friedrich Binroth und Günter Bendt: Wie hait dat woll in Platt?: Kleines Wörterbuch für ostfälisch Platt. Elm-Verlag, Cremlingen 1987, ISBN 3-9800219-8-X.
- mit Günther Bendt: Ok ik vertell dik wat (= Plattdeutsche Geschichten aus unserem Lande. Bd. 2.) Elm-Verlag, Cremlingen 1988, ISBN 3-9800219-9-8.
- mit Ludwig Santelmann: Ik predige in Platt (= Plattdeutsche Geschichten aus unserem Lande. Bd. 3.) Elm-Verlag, Cremlingen 1990, ISBN 3-927060-05-4.